# Dès que j'te vois
Singles de Vanessa Paradis
Divine idylle 
 (juin 2007) L'incendie 
 (février 2008)
Pistes de Divinidylle
Les piles (en duo avec -M-) Les revenants
Dès que j'te vois est le 23e single de Vanessa Paradis, entièrement écrit et composé par Matthieu Chédid. Il est lancé en radio en octobre 2007 et disponible en téléchargement légal en novembre 2007. Il est le second extrait de l'album Divinidylle.
La photo de la pochette a été réalisée par le photographe Jean-Baptiste Mondino.
Dès que j'te vois a été nommée dans la catégorie « Chanson française de l'année » lors des 9e NRJ Music Awards.

## Versions
Vanessa interprète ce titre lors du Divinidylle Tour en 2007/2008, mais aussi en live dans les émissions La musicale le 2 novembre 2007 sur Canal+ et Taratata le 16 novembre 2007 sur France 2.

## Ventes
Dès que j'te vois atteint la place numéro 6 des meilleures ventes de singles en téléchargement légal. Il reste 20 semaines au sein du Top 50 français dont 7 semaines dans le Top 10.

Le single n'a pas été commercialisé en support physique mais en digital uniquement.

En Belgique, il se classe numéro 27 des meilleures ventes de singles.

Il s'écoule à 20 000 exemplaires.

## Le clip
Le clip de Dès que j'te vois a été réalisé en noir et blanc par John Nollet. Vanessa Paradis évolue dans un décor fait de voiles, avec beaucoup d'images d'elle, en très gros plan sur sa bouche.

## Musiciens
- Basse / Batterie / Percussions : Patrice Renson
- Guitares / Basse : Matthieu Chédid
- Ondes Martenot : Thomas Bloch
- Karkabous / Free vocals : Cyril Atef
- chœurs : Vanessa Paradis / Matthieu Chédid / Patrice Renson
- Arrangement : Patrice Renson
- Mixeur : Patrice Renson